# اریک دالستروم
اریک دالستروم (سوئدی: Erik Dahlström; ۲۶ ژوئن ۱۸۹۴ – ۳۰ اکتبر ۱۹۵۳) بازیکن فوتبال اهل سوئد بود.
وی همچنین در تیم ملی فوتبال سوئد بازی کرده‌است.